# 北五百川の棚田

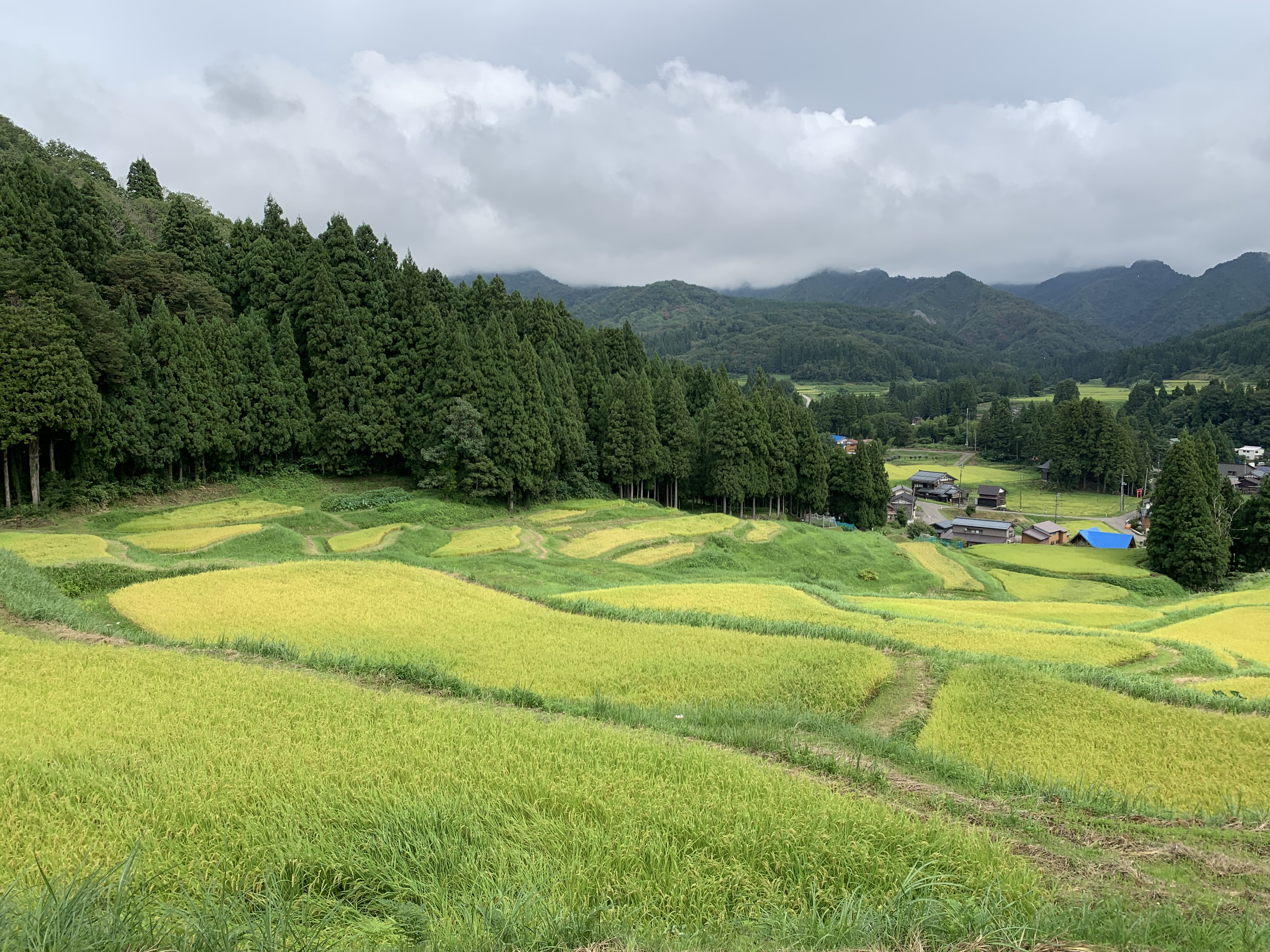
北五百川の棚田

北五百川の棚田（きたいもがわのたなだ）とは、日本の北陸地方、新潟県三条市〈旧下田村:森町村〉北五百川にある棚田である。

## 概要
日本三百名山の粟ヶ岳の裾野に位置し、日本の棚田百選〈1999年〉・「つなぐ棚田遺産～ふるさとの誇りを未来へ～（ポスト棚田百選）」(2022年2月)になっている。遊歩道では棚田の水源「大久保の清水」迄を散策する約1.5キロメートルの北百川棚田遊歩道がある。
- 面積9.5ヘクタール・枚数280枚・標高100～150メートル・勾配20分の1[5][6]。

## 水利
棚田用水は、粟ヶ岳の湧水「大久保の清水」で、新潟県の名水〈2006年〉になっている。

## 周辺
- 八木ヶ鼻
- 傳七茶屋〈古民家カフェ〉
- 道の駅 漢学の里しただ[8]
- いい湯らてい 下田 八木ヶ鼻温泉[9]
- 越後長野温泉
- Restaurant 雪峰[10][11]
- Snow Peak HEADQUARTERS[12]〈スノーピーク本社＆ショップ〉・FIELD SUITE SPA HEADQUARTERS（フィールド スイート スパ ヘッドクォーターズ）[13]
- MT.AWA SKYRACE〈スカイランニング〉[14]
- FLY FISHING EXPO 下田郷〈フライ・フィッシング〉[15]
- 下田郷資料館[16]
- ラフティング体験[17]
- 五十嵐川・大谷ダム・笠堀ダム

## アクセス
- 駐車場:北五百川生活改善センター駐車場30台〈トイレ併設[18]・路上駐車禁止〉
- 車:北陸自動車道三条燕インターチェンジから国道289号下田方面で、約50分。
- 電車:信越本線東三条駅前から越後交通バス「八木ヶ鼻温泉行」に乗車〈約50分〉八木ヶ鼻温泉で下車、徒歩15分。